# Траян Радев
Траян Симеонов Радев е български общественик, историк, писател и журналист.

## Биография
Траян Радев е роден в 1929 година в София в семейството на видния български писател и дипломат Симеон Радев и първата българска художничка експресионистка Бистра Винарова. Траян продължава делото на баща си и цял живот се грижи за неиздадените му ръкописи. В 2009 година публикува неиздадения дотогава трети том на „Строителите на съвременна България“. Траян Радев работи в Народната библиотека „Св. св. Кирил и Методий“, а също така прави проучвания върху Българското възраждане.
Умира на 1 юни 2010 година на 81 години във Военна болница в София.